# Tratado de Montevideo de 1960
El Tratado de Montevideo de 1960 fue un acuerdo firmado por  Argentina,  Bolivia,  Brasil,  Colombia,  Chile,  Ecuador,  México, Paraguay,  Perú,  Uruguay y  Venezuela, que constituyó la Asociación Latinoamericana de Libre Comercio (ALALC), la cual propuso la disminución de aranceles y libertad comercial entre sus miembros. Sin embargo, debido a los problemas económicos y políticos de los países firmantes, no prosperó la integración. Ello sentó un antecedente fantástico para los contactos regionales posteriores que culminaron con el Tratado de Asunción, en 1991.